# Flemmingelands kapell
Flemmingelands kapell är en kyrkobyggnad belägen i Flemmingeland  i Växjö stift. Kapellet ligger på gränsen mellan Madesjö och Hälleberga församlingar och tillhör Nybro pastorat.
Den 11 maj 1888 beslutades att området omkring Flemmingeland skulle utbrytas ur Madesjö och bilda Viktoria församling. Detta verkställdes aldrig och 4 mars 1927 återkallades beslutet. Flemmingelands kapell byggdes 1933 eftersom befolkningen i de tre glasbrukssamhällena Flygsfors Flerohopp och Gadderås samt i jordbruksområdet mellan dem ökade. Kyrkolokalen är avsakraliserad och såldes till en privatperson våren 2020.

## Kyrkobyggnaden
Flemmingelands kapell ritades av J Fred Olson. Kapellet/kyrkan är en putsad stenbyggnad med taket täckt av gråsvart skliffer och är omgärdad av en stenmur. På kyrkogården finns en klockstapel i trä.

## Inventarier

### Orgel
År 1974 byggde A Mårtenssons orgelfabrik AB, Lund en orgel som är mekanisk.

## Galleri

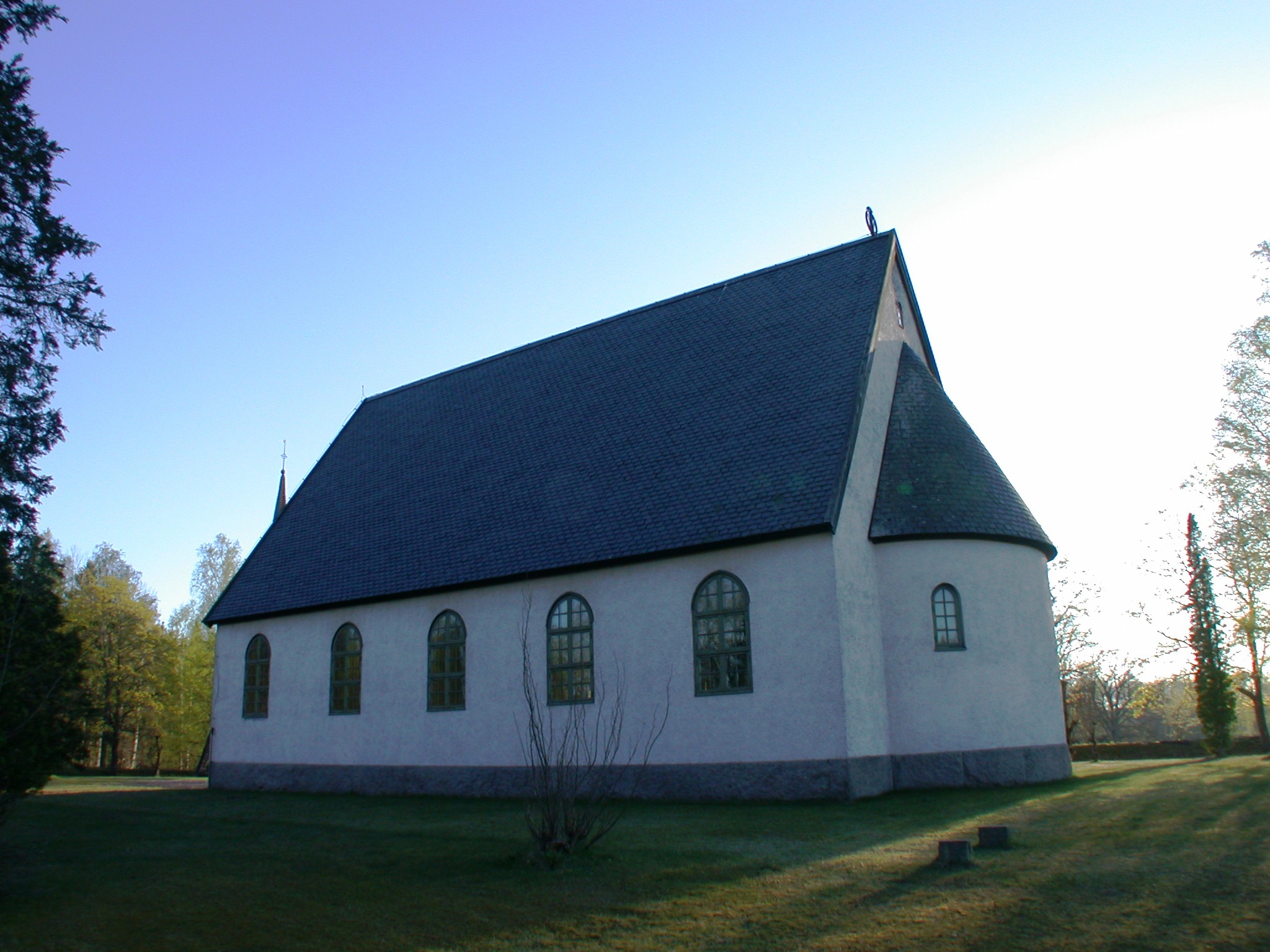
Flemmingelands kapell
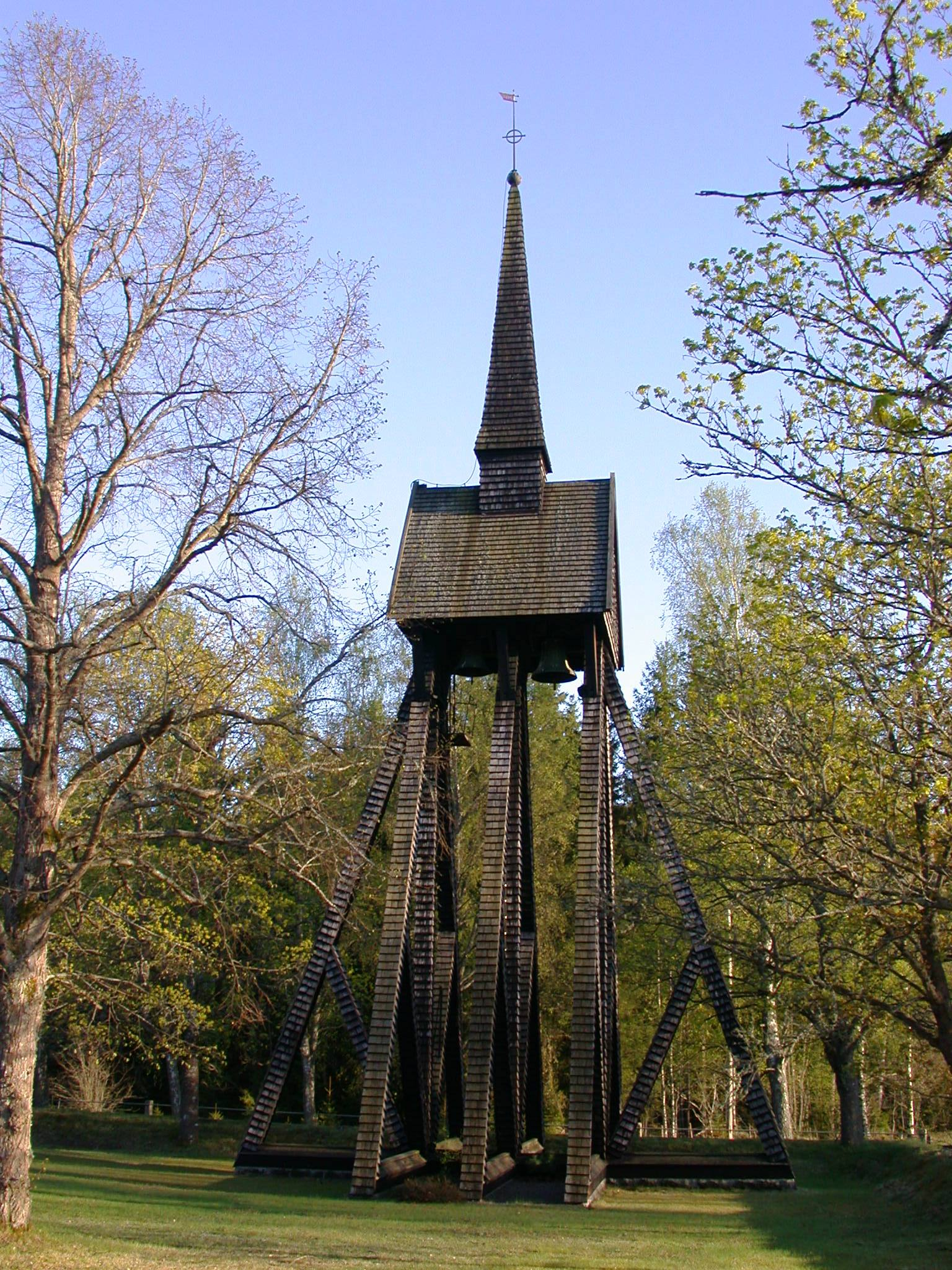
Klockstapeln